# Гроппо
Гроппо — стратовулкан, расположенный в первой административной зоне, в регионе Афар, Эфиопия. Его высота достигает 930 м. Находится к северо-востоку от города Дэссе. Сложен щелочными риолитами. Считается, что вулкан был активен 2000 лет. К западу от вулкана находится кальдера, диаметром 3,8 км. Ближайший вулкан Даббайра находится в 71 км к северо-западу. В настоящий момент вулкан не проявляет вулканической активности.